# Società Sportiva Ponziana 1937-1938
Questa voce raccoglie le informazioni riguardanti la Società Sportiva Ponziana nelle competizioni ufficiali della stagione 1937-1938.

## Rosa
| N. |                   | Ruolo | Calciatore            |
| -- | ----------------- | ----- | --------------------- |
|    | Italia (bandiera) |       | Giordano Belle        |
|    | Italia (bandiera) |       | Cesare Bianchetto     |
|    | Italia (bandiera) |       | Pietro Bianchetto     |
|    | Italia (bandiera) | D     | Ermenegildo Capitanio |
|    | Italia (bandiera) | D     | Riccardo Colombani    |
|    | Italia (bandiera) | D     | Guglielmo Cudicini    |
|    | Italia (bandiera) | D     | Giorgio Dobrilla      |
|    | Italia (bandiera) |       | Guerrino Faini        |
|    | Italia (bandiera) | A     | Cesare Jones          |

| N. |                   | Ruolo | Calciatore     |
| -- | ----------------- | ----- | -------------- |
|    | Italia (bandiera) | A     | Silvio Mazzoli |
|    | Italia (bandiera) |       | Danilo Miot    |
|    | Italia (bandiera) |       | Livio Moro     |
|    | Italia (bandiera) | P     | Silvano Pipan  |
|    | Italia (bandiera) |       | Lionello Razem |
|    | Italia (bandiera) |       | Gino Schiffo   |
|    | Italia (bandiera) |       | Oscar Susi     |
|    | Italia (bandiera) |       | Marcello Viola |